# Serra do Machado (Ceará)
A Serra do Machado é uma pequena cadeia montanhosa, localizada na região central do estado do Ceará. Funciona como divisor de águas entre as bacias hidrográficas dos rios Curu e Banabuiú.
Apesar do clima tropical quente semi-árido, possui temperaturas mais amenas e pluviometria maior que as regiões circunvizinhas devido sua altitude. Isto faz com que possua fontes d'água permanentes mesmo em secas prolongadas. A vegetação predominante nas maiores altitudes é a caatinga caducifólia espinhosa, caracterizada pela existência de árvores de grande porte que perdem as folhas durante a estação seca que vai de junho a janeiro.
Embora distribuída pelos territórios dos municípios de Canindé e Itatira, a maior parte pertence ao segundo e no alto desta localiza-se o sede do município,
Antes de ser nomeada Serra do Machado era conhecida como Serra da Samambaia.